# Mérfalva
Mérfalva (1899-ig Mirolya, szlovákul: Miroľa) község Szlovákiában, az Eperjesi kerület Felsővízközi járásában.

## Fekvése
Felsővízköztől 20 km-re északkeletre, az Alacsony-Beszkidek északi részén fekszik.

## Története
A falu a 16. században a vlach jog alapján ruszinok betelepítésével keletkezett. 1572-ben említik először „Felsso Psztrina” néven. 1618-ban „Felsö Psztrina alias Mirolya” alakban említi oklevél. Makovica várának uradalmához tartozott. 1713 és 1714 között teljesen elpusztult. 1787-ben 25 háza és 188 lakosa volt. Lakói főként mezőgazdasággal, állattartással, erdei munkákkal foglalkoztak.
A 18. század végén Vályi András így ír róla: „MIROLYA. Orosz falu Sáros Várm. földes Ura Potornyai Uraság, lakosai ó hitűek, fekszik a’ Makoviczai Uradalomban, határja sovány, legelője, és fája van.”
1828-ban 27 házában 221 lakos élt.
Fényes Elek 1851-ben kiadott geográfiai szótárában így ír a faluról: „Mirolya, orosz falu, Sáros vármegyében, a makoviczi uradalomban, Sztropkó fil., 10 rom., 205 gör. kath., 2 zsidó lak. Ut. p. A. Komarnyik.”
A század második felében sok lakosa kivándorolt. 1918-ig gőzfűrész telep működött a községben. 1920 előtt Sáros vármegye Felsővízközi járásához tartozott.

## Népessége
| Év:            | 1994. | 2004.    | 2014.    | 2024.    |
| -------------- | ----- | -------- | -------- | -------- |
| Emberek száma: | 89    | 73       | 63       | 50       |
| Eltérés:       |       | -17,97 % | -13,69 % | -20,63 % |

| Év:            | 2023. | 2024. |
| -------------- | ----- | ----- |
| Emberek száma: | 50    | 50    |
| Eltérés:       |       | +0 %  |

1910-ben 174, túlnyomórészt ruszin lakosa volt.
2001-ben 85 lakosából 66 szlovák és 17 ruszin volt.
2011-ben 72 lakosából 37 ruszin és 31 szlovák volt.

## Nevezetességei
A falu keleti részén áll görögkatolikus fatemploma, mely 1770-ben épült. Ikonosztáza 18. századi, de néhány ikon még a 17. században készült. Szentélyének Keresztrefeszítés domborműve 18. századi.